# Hexspeak
Hexspeak je formou hláskování používanou v prostředí počítačových komunit, podobně jako třeba starší leetspeak. Hexspeak byl vytvořen programátory pro zápis hexadecimálních konstant ve zdrojovém kódu programů. Tyto textové řetězce jsou tvořeny pouze znaky šestnáctkové soustavy: 0123456789ABCDEF. Pomocí nich je možné na základě grafické podobnosti („0“ jako „O“, „5“ jako „S“) nebo podobné výslovnosti (především anglické: „8“ – „eight“ – „ate“, snědl) vytvářet řetězce, které mají nějaký význam. Příkladem může být třeba 0xD15EA5E (anglicky „disease“, nákaza) nebo 0xB16B00B5 (anglicky „big boobs“, velké kozy).